# Phare d'Hillsboro Inlet
Le phare d'Hillsboro Inlet (en anglais : Hillsboro Inlet Light) est un phare situé sur Hillsboro Inlet (en) à Hillsboro Beach, dans le Comté de Broward en Floride.
Il est inscrit au Registre national des lieux historiques depuis le 16 février 1979 sous le n° 79000661.

## Historique
Le phare marque la limite nord du récif de Floride, une formation de corail sous-marin sur la côte sud-est de l'état, entre Fort Lauderdale et Boca Raton. En 1901, le United States Lighthouse Board persuada le Congrès d'autoriser la construction d'un phare dans la zone sombre entre le phare de Jupiter Inlet et le phare de Fowey Rocks. Mis en chantier en 1903, il a été mis en service en 1907. Il a été automatisé en 1974 et les maisons de gardiens ont été convertis en logement pour le personnel de l'U.S. Coast Guard. Dans la seconde moitié du 20e siècle, cette zone est devenue une voie navigable de plus en plus fréquentée. Le phare est considéré comme l’un des plus puissants au monde avec un faisceau pouvant être vu sur 28 milles marins (environ 52 km).

## Description
Le phare   est une haute tour métallique pyramidale et à claire-voie portant galerie et lanterne de 42 m de haut. Sa partie inférieure est blanche et sa partie supérieure est noire.
Il émet, à une hauteur focale de 41 m, un flash blanc par période de 20 secondes, non visible du côté de la terre. Sa portée est de 28 milles nautiques (environ 52 km).
Identifiant : ARLHS : USA-372 ; USCG : 3-0775 ; Admiralty : J2934 .

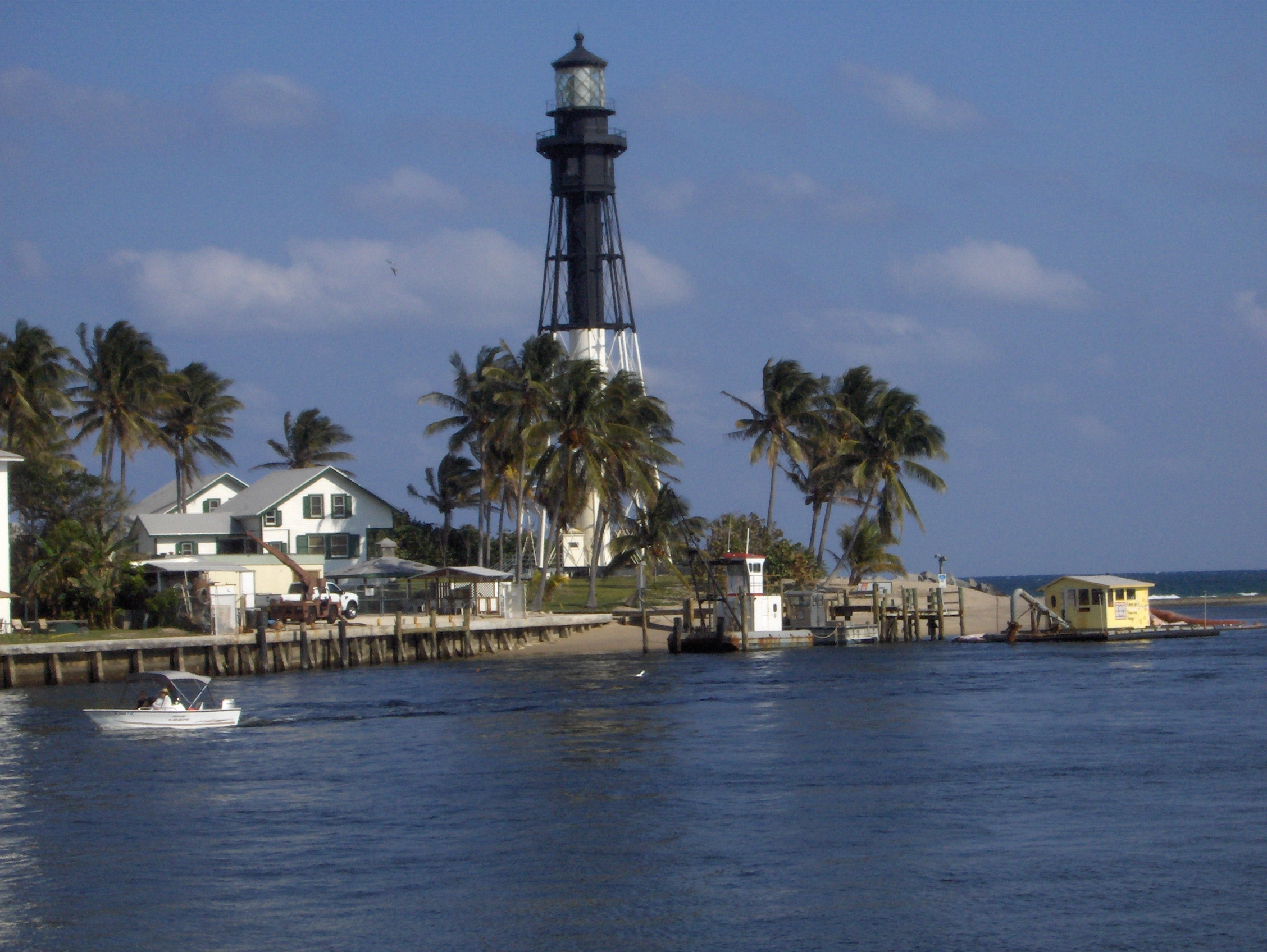
Le phare en 2008
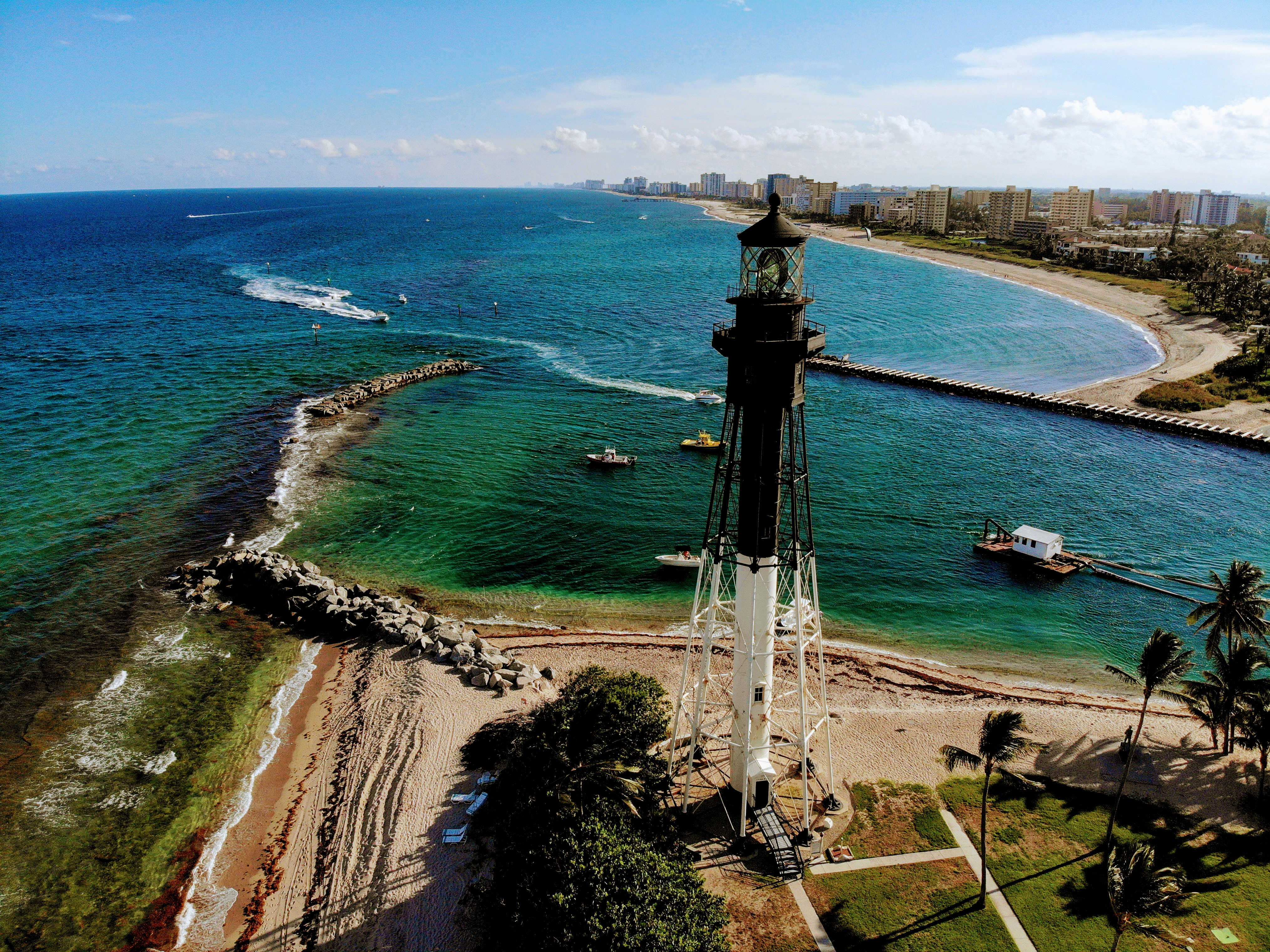
Le phare

### Lien connexe
- Liste des phares en Floride